# Heilgeiststraße 16 (Stralsund)

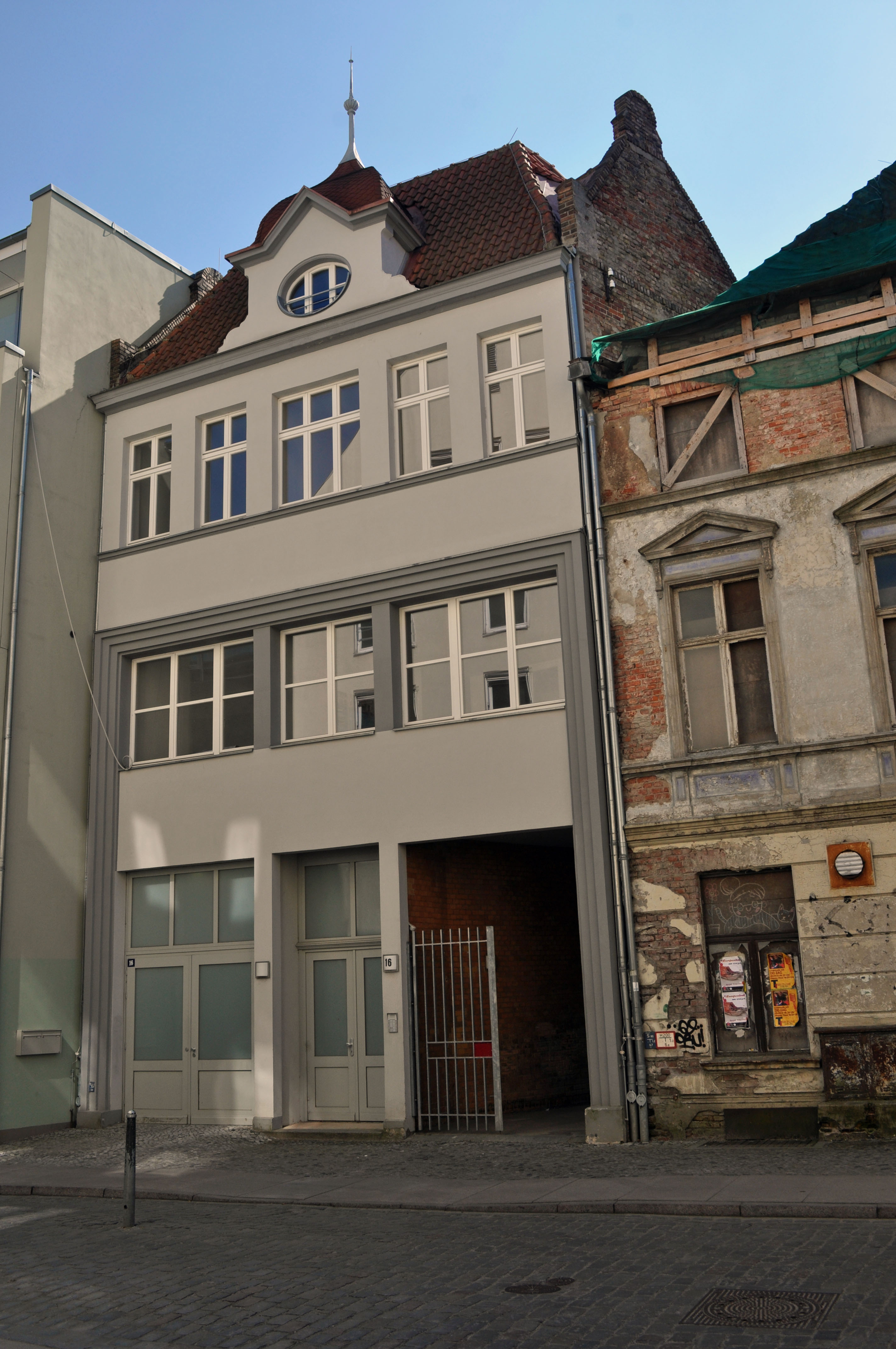
Das Haus Heilgeiststraße 16 in Stralsund (2012)

Das Gebäude mit der postalischen Adresse Heilgeiststraße 16 ist ein denkmalgeschütztes Bauwerk in der Heilgeiststraße in Stralsund.
Der dreigeschossige Putzbau mit Walmdach wurde in der Zeit um das Jahr 1930 errichtet. Es war ein Seitenflügel des Warenhauses Ossenreyerstraße 19.
Das Erdgeschoss und das erste Obergeschoss sind zusammengefasst durch eine profilierte Rahmung. Ein übergiebeltes, mittiges Zwerchhaus krönt das Gebäude.
Das Haus liegt im Kerngebiet des von der UNESCO als Weltkulturerbe anerkannten Stadtgebietes des Kulturgutes „Historische Altstädte Stralsund und Wismar“. In die Liste der Baudenkmale in Stralsund ist es mit der Nummer 326 eingetragen.